# Pseudomicrargus
Pseudomicrargus Eskov, 1992 è un genere di ragni appartenente alla famiglia Linyphiidae.

## Distribuzione
Le tre specie oggi note di questo genere sono state reperite in Giappone.

## Tassonomia
A giugno 2012, si compone di tre specie:
- Pseudomicrargus acuitegulatus Oi, 1960[3] — Giappone
- Pseudomicrargus asakawaensis Oi, 1964 — Giappone
- Pseudomicrargus latitegulatus Oi, 1960 — Giappone